# Đại học Ulster tại Coleraine

Logo Đại học Ulster

Đại học Ulster tại Coleraine là một trong năm campus của Đại học Ulster, nằm ở Coleraine, hạt Londonderry, Bắc Ireland, Anh quốc. Đây là campus có các chuyên ngành về Khoa học (Sciences) và các chuyên ngành về nhân văn (Humanities). Tiền thân của campus là New University of Ulster được thành lập năm 1968.

## Campus
Campus nằm trong một công viên rộng 300 mẫu Anh, bao quanh bởi nhiều cây xanh. Bên cạnh khung cảnh thiên nhiên thơ mộng của campus là những phương tiện hiện đại được đầu tư để phục vụ cho việc giảng dạy, học tập và nghiên cứu, cũng như các hoạt động văn hóa thể thao, vui chơi, giải trí gồm rạp hát Riverside, rạp hát lớn thứ ba ở Bắc Ireland, và các phương tiện hỗ trợ ăn ở cho sinh viên.

## Địa điểm
Coleraine campus nằm ở phía bắc của thành phố thương mại Coleraine thuộc hạt Londonderry, gần các khu nghỉ mát ven biển Portstewart và Portrush. Campus cũng nằm rất gần với Causeway, một trong những bãi biển xanh và thơ mộng ở Châu Âu, có Giant's Causeway, một trong các di sản thiên nhiên thế giới được UNESCO công nhận, có nhà tinh chế rượu whisky Old Bushmills Distillery cổ nhất thế giới, và nhiều sân golf. Địa điểm rất thuận tiện cho việc đi bộ thư giãn, câu cá và đua thuyền.

## Portrush site
Portrush là cơ sở trực thuộc Coleraine Campus và là nơi đào tạo các chuyên ngành về khách sạn và du lịch. Portrush là một thị xã nằm ở phía bắc của Coleraine.